# Anny von Orelli
Anny von Orelli (* 16. März 1890 in Thun; † 28. November 1968 in Rostock) war eine schweizerisch-deutsche Schauspielerin.

## Leben
Als Schülerin von Josef Kainz hatte die gebürtige Schweizerin Anny von Orelli bereits vor dem Ersten Weltkrieg ihre Bühnenlaufbahn begonnen. Nach einem weiteren Schauspielunterricht bei Gustav Vrober in Wiesbaden, spielte sie dann an Bühnen in Heidelberg, Hamburg, Leipzig, Meiningen, Basel (Schweiz), Freiburg im Breisgau und wieder in Meiningen.
Als die Nationalsozialisten in Deutschland die Macht ergriffen, emigrierte sie 1934 mit ihrem Mann Josef van Santen, den sie 1929 geheiratet hatte, und der gemeinsamen Tochter über die Schweiz nach Südspanien. Vor Beginn des Spanischen Bürgerkriegs kehrte sie 1936 mit der Familie nach Deutschland zurück.  
Nach dem Zweiten Weltkrieg waren Theater in Altenburg und Halle (Saale) ihre nächsten Stationen, bis sie schließlich von Josef Stauder an das Theater der Freundschaft nach Berlin geholt wurde. Gelegentlich gastierte sie auch an der Deutschen Staatsoper. Ihre Bühnenlaufbahn beendete sie am Deutschen Theater in Berlin.
Die Tochter Christine van Santen war ebenfalls eine bekannte Schauspielerin und mit dem Regisseur und Intendanten Hanns Anselm Perten verheiratet.

## Filmografie
- 1959: Hochzeit in Bostelwetz (Fernsehfilm)
- 1959: Ultimatum (Fernsehfilm)
- 1960: Fernsehpitaval: Der Fall Hugo Stinnes jr. (Fernsehreihe)
- 1960: Die letzte Probe (Fernsehfilm)
- 1966: Kein Platz für Gereke (Fernsehfilm)

## Theater
- 1912: Friedrich Schiller: Maria Stuart (Maria Stuart) – Regie: ? (Altes Theater Leipzig)
- 1913: Heinrich von Kleist: Die Hermannsschlacht (Thusnelda) – Regie: ? (Altes Theater Leipzig)
- 1913: Henrik Ibsen: Wenn wir Toten erwachen (Reisende) – Regie: Max Martersteig (Altes Theater Leipzig)
- 1913: Henrik Ibsen: Die Kronprätendenten (Inga von Varteig) – Regie: Max Martersteig (Altes Theater Leipzig)
- 1915: Henrik Ibsen: Brand (Gerd) – Regie: Max Martersteig (Altes Theater Leipzig)
- 1915: Henrik Ibsen: Die Stützen der Gesellschaft (Miss Martha Bernick) – Regie: Adolf Winds (Altes Theater Leipzig)
- 1915: Henrik Ibsen: Nora oder Ein Puppenheim (Mrs. Kristine Linde) – Regie: Adolf Winds (Altes Theater Leipzig)
- 1916: Henrik Ibsen: Peer Gynt (Frau in Grün) – Regie: Max Martersteig (Neues Theater Leipzig)
- 1919: Henrik Ibsen: Die Stützen der Gesellschaft (Miss Martha Bernick) – Regie: Otto Osmarr (Herzogliches Hoftheater, Meiningen)
- 1919: Henrik Ibsen: Nora oder Ein Puppenheim (Mrs. Kristine Linde) – Regie: Otto Osmarr (Herzogliches Hoftheater, Meiningen)
- 1919: Henrik Ibsen: Brand (Frau) – Regie: Franz Ulbrich (Hof- und Landestheater Meiningen)
- 1920: Henrik Ibsen: Peer Gynt (Ingrid) – Regie: Franz Ulbrich (Hof- und Landestheater Meiningen)
- 1921: Robert Bürkner: Dornröschen – Regie: Rudolf Weisker (Theater Basel) (Schweiz)
- 1926: Henrik Ibsen: Peer Gynt (Frau in Grün) – Regie: Hans von Wild (Stadttheater Freiburg im Breisgau)
- 1956: Erich Kästner: Emil und die Detektive – Regie: Hans-Dieter Schmidt (Theater der Freundschaft Berlin)
- 1957: Anna Elisabeth Wiede: Das Untier von Samarkand – Regie: Josef Stauder (Theater der Freundschaft Berlin)
- 1957: Bertolt Brecht: Die Gesichte der Simon Machard – Regie: Lothar Bellag (Theater der Freundschaft Berlin)
- 1957: Jewgeni Schwarz: Die Schneekönigin – Regie: Lutz Friedrich (Theater der Freundschaft Berlin)
- 1958: Gerhard Prager nach Hanns Maria Lux: Der Bund der Haifische – Regie: Reva Holsey (Theater der Freundschaft Berlin)
- 1959: Josef Stauder: Das blaue Licht – Regie: Lutz Friedrich (Theater der Freundschaft Berlin)
- 1959: Samuil Marschak: Die zwölf Monate – Regie: Ludwig Friedrich (Theater der Freundschaft Berlin)
- 1962: Tatjana Sytina: Erste Begegnung (Garderobenfrau) – Regie: Kurt Rabe (Theater der Freundschaft Berlin)
- 1964: Thomas Wolfe: Schau heimwärts Engel – Regie: Hannes Fischer  (Deutsches Theater Berlin)